# Power Rangers: Super Legends
Power Rangers: Super Legends es un videojuego de acción-aventura basado en la franquicia televisiva Power Rangers. Fue lanzado el 23 de octubre de 2007 para Nintendo DS y después el 6 de noviembre de 2007 para el PlayStation 2 y para Microsoft Windows.
El juego estuvo planeado para lanzarse en Game Boy Advance y Nintendo GameCube, pero fueron canceladas.

## Sinopsis

### PlayStation 2, PC
Durante mucho tiempo se pensó que había sido purificado por la ola de energía de Zordon al final de los Power Rangers en el espacio, Lord Zedd ha reaparecido en su antigua forma. Oculto en una dimensión oculta, está interfiriendo con el flujo de tiempo, tratando de alterar el curso de la historia para destruir a todos los Power Ranger a lo largo del tiempo. Operando desde el Hall of Legends, el nuevo / futuro Omega Ranger (confundido con el original y consigo mismo) debe reunir una fuerza de Power Rangers y artefactos de todo el tiempo para abrirse paso en la dimensión oculta de Zedd y restaurar la línea de tiempo.

### Nintendo DS
El emperador Gruumm ha puesto su mirada en el mito del Salón de las Leyendas, el lugar de descanso de las energías acumuladas de Power Rangers a través del tiempo. En su retorcida mente visualizó un mundo donde el poder de su enemigo no solo es robado, sino usado contra ellos y para convertirlo en un dios viviente sobre toda la creación. El Omega Ranger, consciente de todas las líneas de tiempo dentro del Salón de las Leyendas, descubre su plan y advierte a los Power Rangers que se opongan. Si el Salón de las Leyendas cae en manos de Gruumm, todo se perderá.

## Características de juego
El juego marca una reunión de aniversario de Power Rangers seleccionables de quince temporadas de la serie, desde Mighty Morphin Power Rangers a Power Rangers Operation Overdrive, desde Rangers a Megazords (solo las temporadas Dino Thunder y Mystic Force no están representadas). Hay 16 personajes jugables en Nintendo DS y 21 en PlayStation 2 y PC. Las dimensiones en este juego son algo similares al videojuego de SNES de 1994, Mighty Morphin Power Rangers.
El juego ha sido descrito como una mezcla de rompecabezas, acción y aventuras basadas en misiones que van desde uno hasta dos jugadores.
Las capturas de pantalla de la versión de DS revelaron apariciones de Zedd y Gluto, además de lugares como Angel Grove y un templo de "Ancient Ranger".
Se planeó una versión para Nintendo Gamecube del juego, que sería la misma que la de la PS2 / PC, pero se abandonó.
El Mercury Ranger, Magna Defender, Green Samurai Ranger, Green Power Ranger y los espíritus de Forever Red (Red Power Ranger, Red Alien / Aquitian Ranger, Red Zeo Ranger, Red Turbo Ranger, Red Space Ranger, Red Galaxy Ranger, Red Lightspeed Ranger, Red Time Force Ranger, Quantum Ranger y Red Wild Force Ranger) aparecen como personajes auxiliares no jugadores de la versión de DS.